# Стверджувальний висновок з негативного засновку
Стверджувальний висновок з негативного засновку (недозволений негатив) - це формальна помилка, якої припускаються, коли категоричний силогізм має позитивний висновок та один або дві негативні засновки.
Наприклад:
Жодна риба не є собакою, і жодна собака не може літати, тому всі риби можуть літати.
Єдиний висновок, який можна правильно зробити з цих засновків, це те, що деякі речі, які не є рибами, не можуть літати, за умови, що собаки існують.
Або:
Ми не читаємо це сміття. Люди, які читають це сміття, не цінують справжню літературу. Тому ми цінуємо справжню літературу».
Математично це можна проілюструвати так
якщо {\displaystyle A\cap B=\emptyset } і {\displaystyle B\cap C=\emptyset } тоді {\displaystyle A\subset C}.
Це помилка, оскільки будь-які дійсні форми категоричного силогізму, які стверджують негативний засновок, повинні мати негативний висновок.